# Espérance Sportive Troyes Aube Champagne
Espérance Sportive Troyes Aube Champagne - conhecido por ESTAC Troyes - é um clube de futebol francês sediado na cidade de Troyes. Fundado em 1900, como Union Sportive Troyenne, realiza suas partidas no Stade de l'Aube, com capacidade para 21.684 lugares. É um clube controlado pelo City Football Group.
A equipe, cujas cores são azul e branco, participa atualmente da Ligue 2.

## Uniforme
- Uniforme titular: Camisa azul com detalhes brancos, calção azul e meias azuis.
- Uniforme reserva: Camisa branca com detalhes azuis, calção branco e meias brancas.

## Títulos
- Division d'Honneour (Nordeste):1954, 1987
- Copa Intertoto da UEFA: 2001
- Ligue 2: 2020–21